# Jean-Charles Clichet
Jean-Charles Clichet (31 de julio de 1981) es un actor francés.

## Biografía
Se formó en la Escuela de Arte Dramático de Estrasburgo. En 2020 participó en el rodaje de Un héroe anónimo, estrenada dos años más tarde, tras la pandemia de covid-19.

## Teatro
- 2018 : Les idoles : Serge Daney

## Filmografía

### Cine
- 2011 : Los amados, de Christophe Honoré
- 2014 : Estado civil:Es complicado, de Manu Payet
- 2014 : El Ritournelle de Marc Fitoussi
- 2016 : Las desventuras de Sofía, de Christophe Honoré
- 2017 : Simón y Teodoro de Mikael Buch
- 2017 : K. O. por Fabrice Gobert
- 2018 : Un pueblo y su rey de Pierre Schoeller
- 2018 : Las primeras vacaciones de Patrick Cassir
- 2021 : Presidentes de Anne Fontaine
- 2021 : Los amores de Anaïs de Charline Bourgeois-Tacquet
- 2022 : Freewheeling de Didier Barceló
- 2022 : Un héroe anónimo, de Alain Guiraudie.[4][5]
- 2022 : Este es mi hombre por Guillaume Bureau
- 2023 : Viva de Alix Delaporte
- 2023 : Esperando la noche de Céline Rouzet
- 2024 : Los bárbaros de Julie Delpy
- 2024 : En Chanclas al pie del Himalaya de John Wax
- 2025 : Alpha de Julia Ducournau

### Televisión
- 2010 : Marion Mazzano : Ludovic
- 2016 : El tiempo de Anna :Abraham Blum
- 2019 : Mito :Jeff
- 2019 : Una hermosa historia :Georges
- 2021 : OVNI(s) de Antony Cordier : François Duluc / Zorel